# Arthur Brunet
Arthur Brunet est un homme politique français né le 18 mai 1845 à Chârost (Cher) et décédé le 16 juillet 1900 à Paris.

## Biographie
Vétérinaire à Issoudun, il préside la société vigneronne de l'arrondissement. Conseiller municipal d'Issoudun en 1871, adjoint au maire en 1876, il est maire de 1888 à 1892. Il est conseiller d'arrondissement, et président du conseil d'arrondissement de 1877 à 1881.
Il est élu conseiller général en 1881, et président du conseil général en 1892. Il est sénateur de l'Indre de 1891 à 1900, siégeant à gauche.